# Championnat du monde de Superbike
Navigation
Le championnat du monde de Superbike (Superbike World Championship, WorldSBK, WSBK ou SBK) est la principale compétition de Superbike au niveau mondial, une catégorie de courses sur circuit de vitesse moto réservée aux motos de production. Le championnat a été créé en 1988. La saison du Championnat du monde de Superbike consiste en une série de courses qui se tiennent sur des circuits permanents. Chaque manche du championnat est composée de trois courses et le résultat permet de décerner à la fin de la saison le titre pilote et le titre constructeur.
Le championnat est régulé par la Fédération internationale de motocyclisme (FIM) et la Dorna, le même promoteur que pour le MotoGP, organise la compétition depuis 2013.

## Historique
La première édition du Championnat du monde de Superbike a eu lieu en 1988. Le championnat est constitué de versions modifiées de moto de série. Pour qu'une moto soit engagée en Superbike, 2000 exemplaires doivent être produits pour une homologation.
Le manufacturier italien Pirelli est le fournisseur exclusif de pneumatiques du championnat depuis 2004 et le restera au moins jusqu'en 2023, année qui marquera la 20ème saison consécutive du partenariat entre le Superbike et Pirelli.
De la création du championnat en 1988 jusqu'à 2015, deux courses avaient lieu par week-end, toutes les deux étaient disputées le dimanche.
De 2016 à 2018, il y avait toujours deux courses par week-end mais la course 1 était disputée le samedi et la course 2 le dimanche.
Depuis 2019, le programme des courses a été revu et se compose désormais de trois courses par week-end. La course 1 est disputée le samedi, la course sprint le dimanche matin et la course 2 le dimanche après-midi.

## Week-end type
| Championnat du monde de Superbike |
| Saison en cours |
| --- |
| Championnat du monde de Superbike 2025 |
| Articles relatifs |
| Superbike Championnat du monde MotoGP Championnat du monde de Supersport Championnat du monde de Supersport 300 British Superbike Championship AMA Superbike Championnat de France |
| Listes |
| Pilotes (Champions) Vainqueurs de courses Circuits |

Depuis 2019 :
Vendredi :
- 1re séance libre (50 minutes) et 2e séance libre (50 minutes)

Samedi :
- 3e séance libre (20 minutes)
- Superpole (25 minutes)
  - Définit l'ordre de départ de la Course 1 et de la course Superpole.
  - Un pilote qui n’arrivera pas à atteindre 107 % du meilleur temps de la pole position ne sera pas autorisé à prendre le départ.
- Course 1
  - La distance de la course doit être comprise entre 90 et 110 km.

Dimanche :
- Warm-up (15 minutes)
- Course Superpole (« Superpole  Race» en anglais)
  - Course de 10 tours.
  - Les 9 premiers de la course Superpole partiront dans cet ordre de départ pour la Course 2. Pour la position 10 et au-delà, les positions sur la grille pour la Course 2 sont prises sur la Superpole du samedi.
- Course 2
  - La distance de la course doit être comprise entre 90 et 110 km.

## Pilotes

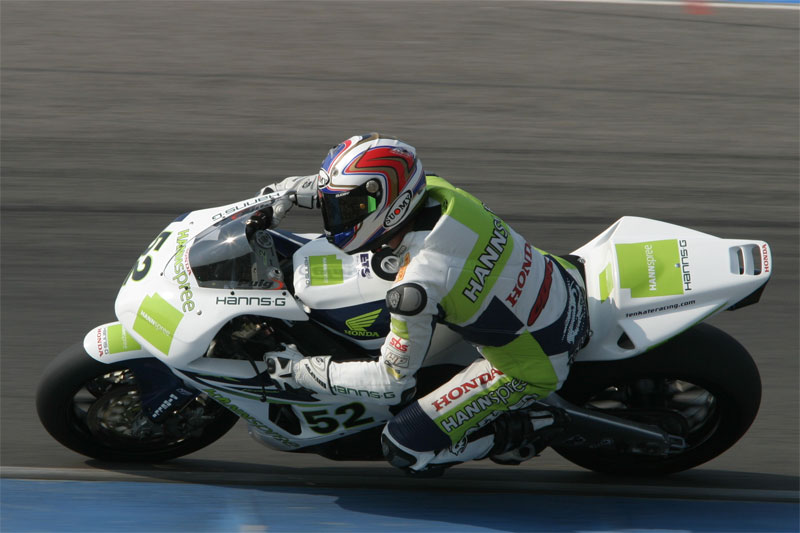
James Toseland sur une CBR1000RR (2007)

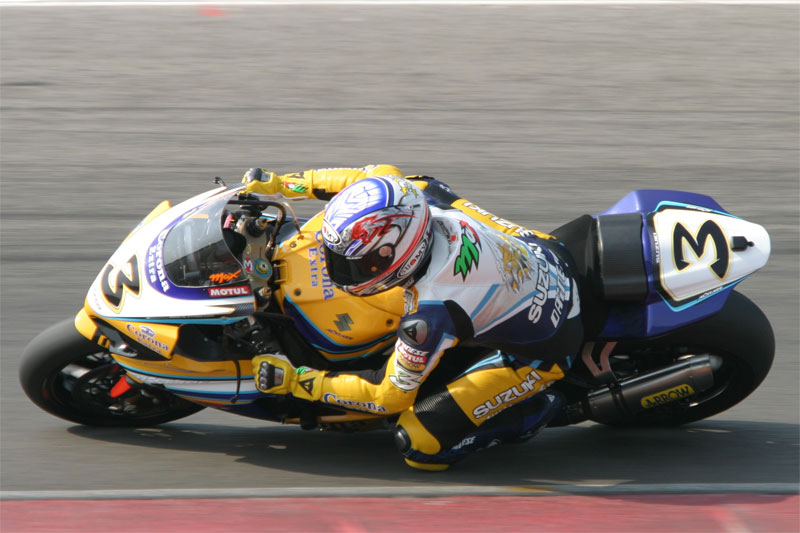
Max Biaggi sur une Suzuki GSX-R1000 K7 (2007)

Des pilotes du monde entier ont pris part à des épreuves du championnat du monde Superbike. La France a gagné deux championnats du monde grâce à Raymond Roche et Sylvain Guintoli. Mais d'autres français ont également couru en Superbike. En 2017, Loris Baz est devenu le neuvième français à courir en Superbike.
Le Superbike est très populaire en Italie où chaque année plus de 60 000 spectateurs viennent aux week-ends de Superbike à Misano.
De nombreux pilotes de MotoGP sont venus en Superbike et y ont du succès comme Álvaro Bautista, Max Biaggi, Carlos Checa, Marco Melandri, Sylvain Guintoli ou encore Scott Redding.
Plusieurs pilotes vainqueurs du championnat du monde de Superbike sont ensuite venus en MotoGP. Parmi eux, Colin Edwards (champion en 2000 et 2002), James Toseland (champion en 2007) ou encore Ben Spies (champion en 2009).
Les États-Unis ont gagné 9 titres en championnat Superbike, en faisant l'une des nations les plus prolifiques.
En 2010, Max Biaggi devient le premier italien à devenir champion du monde Superbike depuis sa création. Il offre aussi le titre constructeur à Aprilia pour la première fois dans l'histoire de la marque.
De 2015 à 2020, Jonathan Rea remporte six titres consécutifs de champion du monde Superbike. Il devient le recordman de titres dans le championnat.
En 2021, Toprak Razgatlıoğlu met fin à l’ère Jonathan Rea.

## Constructeurs
En 2022, Ducati a atteint le chiffre de 1000 podiums obtenus en Superbike lors de la Course 1 sur l'Autodrome de Most.
En 2022, Kawasaki a franchi la barre des 500 podiums obtenus en Superbike lors de la Course 1 sur le circuit de Donington Park.
En 2022, Yamaha a remporté sa 100e course en Superbike lors de la Course sprint sur l'Autodrome de Most.

## Palmarès
| Année | Palmarès pilote     | Palmarès pilote | Palmarès constructeur |
| Année | Pilote              | Moto            | Palmarès constructeur |
| ----- | ------------------- | --------------- | --------------------- |
| 1988  | Fred Merkel         | Honda           | Honda                 |
| 1989  | Fred Merkel         | Honda           | Honda                 |
| 1990  | Raymond Roche       | Ducati          | Honda                 |
| 1991  | Doug Polen          | Ducati          | Ducati                |
| 1992  | Doug Polen          | Ducati          | Ducati                |
| 1993  | Scott Russel        | Kawasaki        | Ducati                |
| 1994  | Carl Fogarty        | Ducati          | Ducati                |
| 1995  | Carl Fogarty        | Ducati          | Ducati                |
| 1996  | Troy Corser         | Ducati          | Ducati                |
| 1997  | John Kocinski       | Honda           | Honda                 |
| 1998  | Carl Fogarty        | Ducati          | Ducati                |
| 1999  | Carl Fogarty        | Ducati          | Ducati                |
| 2000  | Colin Edwards       | Honda           | Ducati                |
| 2001  | Troy Bayliss        | Ducati          | Ducati                |
| 2002  | Colin Edwards       | Honda           | Ducati                |
| 2003  | Neil Hodgson        | Ducati          | Ducati                |
| 2004  | James Toseland      | Ducati          | Ducati                |
| 2005  | Troy Corser         | Suzuki          | Suzuki                |
| 2006  | Troy Bayliss        | Ducati          | Ducati                |
| 2007  | James Toseland      | Honda           | Yamaha                |
| 2008  | Troy Bayliss        | Ducati          | Ducati                |
| 2009  | Ben Spies           | Yamaha          | Ducati                |
| 2010  | Max Biaggi          | Aprilia         | Aprilia               |
| 2011  | Carlos Checa        | Ducati          | Ducati                |
| 2012  | Max Biaggi          | Aprilia         | Aprilia               |
| 2013  | Tom Sykes           | Kawasaki        | Aprilia               |
| 2014  | Sylvain Guintoli    | Aprilia         | Aprilia               |
| 2015  | Jonathan Rea        | Kawasaki        | Kawasaki              |
| 2016  | Jonathan Rea        | Kawasaki        | Kawasaki              |
| 2017  | Jonathan Rea        | Kawasaki        | Kawasaki              |
| 2018  | Jonathan Rea        | Kawasaki        | Kawasaki              |
| 2019  | Jonathan Rea        | Kawasaki        | Kawasaki              |
| 2020  | Jonathan Rea        | Kawasaki        | Kawasaki              |
| 2021  | Toprak Razgatlıoğlu | Yamaha          | Yamaha                |
| 2022  | Álvaro Bautista     | Ducati          | Ducati                |
| 2023  | Álvaro Bautista     | Ducati          | Ducati                |
| 2024  | Toprak Razgatlıoğlu | BMW             | Ducati                |

Source WorldSBK

## Catégories d'appui
- Championnat du monde de Supersport (Supersport World Championship)
  - Le Championnat du monde de Supersport est la principale catégorie d'appui du Superbike depuis 1990. Les manches de Supersport se déroulent les mêmes week-ends et sur les mêmes circuits que le Superbike.
- Championnat du monde de Supersport 300 (Supersport 300 World Championship)
  - Cette catégorie est apparue en 2017. Elle se situe en dessous du Superbike et du Supersport, et elle complète l'échelle d'accès au Superbike. Les manches du Supersport 300 se déroulent les mêmes week-ends et sur les mêmes circuits que le Superbike et le Supersport, mais seulement sur les circuits en Europe. Le Supersport 300 ne sort pas d'Europe mais est quand même considéré comme un championnat du monde.
- Championnat d'Europe de Superstock 1000 (en)
  - Disparu en 2018
- Championnat d'Europe de Superstock 600 (en)
  - Disparu en 2015

## Les motos du championnat
Fabricants actuels en Superbike :
- BMW : S1000RR, M1000RR
- Yamaha : YZF750, YZF-R7, YZF-R1
- Ducati : 851, 888, 916, 996, 998, 999, 1098, 1198, 1199 Panigale R, V4R Panigale
- Honda : RC30, RC45, RC51, CBR1000RR
- Kawasaki : GPX750R, ZXR750, ZX-7RR, ZX-10R

Anciens fabricants en Superbike :
- Aprilia : RSV Mille R, RSV 4
- Benelli : Tornado Tre 900
- Bimota : YB4EI, SB8R, Bimota BB3
- Erik Buell Racing : EBR 1190RX
- MV Agusta : 1000 F4
- Petronas : FP1
- Suzuki : GSX-R750, GSX-R1000

## Attribution des points
| Position | 1er | 2e | 3e | 4e | 5e | 6e | 7e | 8e | 9e | 10e | 11e | 12e | 13e | 14e | 15e |
| -------- | --- | -- | -- | -- | -- | -- | -- | -- | -- | --- | --- | --- | --- | --- | --- |
| Points   | 25  | 20 | 16 | 13 | 11 | 10 | 9  | 8  | 7  | 6   | 5   | 4   | 3   | 2   | 1   |

| Position | 1er | 2e | 3e | 4e | 5e | 6e | 7e | 8e | 9e |
| -------- | --- | -- | -- | -- | -- | -- | -- | -- | -- |
| Points   | 12  | 9  | 7  | 6  | 5  | 4  | 3  | 2  | 1  |

## Jeux vidéo

### PlayStation et PC
- Superbike 2000 (EA Sports)

### PC
- Superbike World Championship (EA Sports)
- Superbike 2001 (EA Sports)

### PS2 et PSP
- SBK-07: Superbike World Championship (Black Bean Games)

### PC, PS2, PS3, PSP et Xbox 360
- SBK-08: Superbike World Championship (Black Bean Games)
- SBK-09: Superbike World Championship (Black Bean Games)[23]